# Orontea

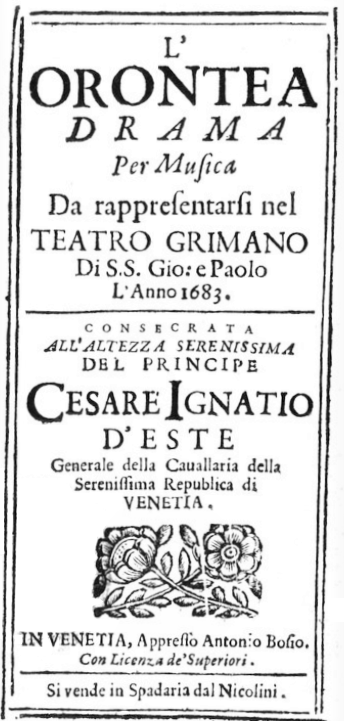
Librettots framsida från 1683.

Orontea är en italiensk opera (dramma musicale) i en prolog och tre akter med musik av Antonio Cesti och libretto av Giacinto Andrea Cicognini.

## Historia
Orontea hade premiär i november/december 1649 i Venedig och anses vara Cestis första opera. Den var mycket populär och uppfördes i minst 22 produktioner i Italien mellan 1649 och 1686. Trots dess popularitet var musiken försvunnen i århundraden men på 1950-talet återfanns tre partitur i Italien och ett fjärde vid Magdalene College, Cambridge.

## Personer
- La filosofia (Filosofin) (sopran)
- Amore (Kärleken) (sopran)
- Orontea, Drottning av Egypten (sopran)
- Alidoro, en ung målare (tenor)[1]
- Silandra, en kurtisan (sopran)
- Corindo, en hovman (altkastrat)
- Creonte, en filosof (bas)
- Aristea, Alidoros förmodade mor (kontraalt)
- Giacinta, utklädd till pojke (sopran)
- Gelone, en dåre (bas)
- Tibrino, en page (sopran)

## Handling
Drottning Orontea tjusas av den unge främlingen Alidoro som är i sällskap med sin "moder" Aristea. Drottningen drivs å ena sidan av sin kärlek till Alidoro men också av sin börd som förbjuder henne att gifta sig med en enkel man. Filosofen och drottningens rådgivare Creonte förfäras av tanken på att drottningen skulle äkta en vanlig man. Till slut visar sig Alidoro vara en kidnappad prins som tagits omhand av Aristea som sin egen son. Orontea och Alidoro kan därefter gifta sig.